# Gonocephalus bellii
Gonocephalus bellii är en ödleart som beskrevs av  Duméril och BIBRON 1837. Gonocephalus bellii ingår i släktet Gonocephalus och familjen agamer. Inga underarter finns listade i Catalogue of Life.